# ملعب ستوزيتسه
ملعب ستوزيتسه هو ملعب متعدد الاستخدام يقع في مدينة ليوبليانا، سلوفينيا. يسع الملعب لجلوس 16,038 متفرج. يعتبر الملعب الرسمي الذي يخوض فيه منتخب سلوفينيا مبارياته. تم افتتاح الملعب في 11 أغسطس 2010 حيث لعبت مباراة كرة قدم ودية بين سلوفينيا وأستراليا فازت بها الأولى 2–0.